# ラウール・ブラボ
ラウール・ブラボ・サンフェリクス（Raúl Bravo Sanfélix, 1981年4月14日 - ）は、スペイン・バレンシア州ガンディア出身の元サッカー選手。現役時代のポジションはディフェンダー。元スペイン代表。

## 経歴

### クラブ

#### レアル・マドリード
地元のクラブでプレーした後、16歳の時にレアル・マドリードの下部組織に入団し、フニオールA、テルセーラ・ディビシオン（4部）のレアル・マドリードC、セグンダ・ディビシオンB（3部）のレアル・マドリード・カスティージャと昇格していった。トップチームのレギュラーであるロベルト・カルロスがブラジル代表に招集されて離脱していた時にチャンスが訪れ、2001年10月6日のアスレティック・ビルバオ戦 (2-0) でトップチームデビューした。その後もよくビセンテ・デル・ボスケ監督によってトップチームの練習に招集され、2002-03シーズン以降はトップチームに登録され、ロベルト・カルロスの控えを務めた。2003年1月にはイングランド・プレミアリーグのリーズ・ユナイテッドAFCにレンタル移籍したが、わずか5試合の出場にとどまるとともにチームも15位に低迷し、シーズン終了後にスペインに戻った。2004年夏にはUEFA EURO 2004に出場したが、BBCで解説者を務めていたミック・マッカーシーに「リーズでプレーしていた人物とは違う選手のようだ」と言わしめた。レアル・マドリード復帰後は左サイドバックに加えてセンターバックのバックアップとしても起用されたが、ロベルト・カルロスの存在は大きく、出場機会が制限された。

#### オリンピアコスFC
UEFAチャンピオンズリーグでの出場機会を求めて、2007年7月中旬にギリシャ・スーパーリーグのオリンピアコスFCと4年契約を結んだ。移籍金は150万ユーロから230万ユーロ（約2億5000万円から3億9000万円）と報じられており、年俸130万ユーロを受け取る。しかし、負傷続きで満足に試合に出場できず、2009年1月にはプリメーラ・ディビシオン（1部）で残留争いの最中にいたCDヌマンシアにレンタル移籍した。結局CDヌマンシアはセグンダ・ディビシオン（2部）降格となり、2009年夏にギリシャに戻った。プレシーズンの活躍により、レオナルドやディディエ・ドミを押しのけて左サイドバックのレギュラーの座を獲得し、2009-10シーズンはそれまでよりも大きな貢献を見せた。2010-11シーズンはリーグ戦18試合に出場して優勝を果たしたが、シーズン終了後に契約満了により退団した。

#### ラージョ・バジェカーノ
2011年8月、ラージョ・バジェカーノへ移籍。その後は、スペインやベルギー、ギリシャのクラブを転々とした。

### 代表

#### 世代別代表
1997年から1998年にかけてU-16スペイン代表に選出され、ポルトガルで開催される国際大会であるアルガルヴェ・トーナメントで優勝した。U-17スペイン代表としてはチェコで開催されたニンブルク国際トーナメントに参加し、3試合に出場して2得点を挙げた。

#### A代表
2002年8月、新たに就任したイニャキ・サエス監督によってスペインA代表に初招集され、8月21日のハンガリーとの親善試合でデビューした。2004年にはUEFA EURO 2004に出場するメンバーに選ばれ、グループリーグのポルトガル戦、ロシア戦、ギリシャ戦すべてに左サイドバックとしてフル出場したが、グループリーグ敗退に終わった。大会後にサエス監督が退任し、ルイス・アラゴネス監督が就任してからは一度も招集されていない。

### 不祥事
2019年5月、スペイン国内の1～3部の試合における八百長に関与した容疑でカルロス・アランダ、ボルハ・フェルナンデスらと共に逮捕された。
発端は、2018年5月に行われたセグンダ・ディビシオンのSDウエスカ対ジムナスティック（ウエスカは当時首位で1部昇格を確定させていたのに対し、ジムナスティックは下位に低迷していた）の一戦で、ホームのウエスカ有利の前評判にも関わらず、複数のオンラインブックメーカーにてジムナスティックの勝利に不自然な賭けが行われた（試合はジムナスティックの勝利）。八百長による不正賭博の容疑により捜査が行われており、2019年5月のプリメーラ・ディビシオン最終節のバレンシアCF対レアル・バリャドリード戦でも八百長が行われたとして、反社会的組織の主犯格としてブラボとアランダ、仲介人としてボルハ（当時バリャドリード所属）が浮上した（ブラボとアランダはレアル・マドリードのカンテラ時代からの親友）。ブラボとアランダはウエスカのアグスティン・ラサオサ会長と関係を持っていたとされ、ボルハも二人とレアル・マドリードのカンテラの同期であった。ブラボは、ギリシャ時代に反社会的組織と関係を持ったとされており、逮捕から数日後には保釈され、潔白を主張している。その後、ブラボは故郷ガンディアの地元クラブの監督を務めているが、2020年1月にはダルコ・コバチェビッチ銃撃事件にも関与が疑われていると報じられている（コバチェビッチは八百長事件の事情を知っているとされる）。

## 所属クラブ
- レアル・マドリードC 2000-2001
- レアル・マドリードB 2001-2002
- レアル・マドリード 2002-2007

→ リーズ・ユナイテッドAFC 2003-2004 (Loan)
- オリンピアコスFC 2007-2011

→ CDヌマンシア 2009 (Loan)
- ラージョ・バジェカーノ 2011-2012
- KベールスホットAC 2012-2013
- コルドバCF 2013-2014
- ヴェリアFC 2014-2015
- アリス・テッサロニキ 2015-2017

→ ヴェリアFC 2016 (Loan)

## タイトル
レアル・マドリード
- UEFAチャンピオンズリーグ (1) : 2001-02
- インターコンチネンタルカップ (1) : 2002
- UEFAスーパーカップ (1) : 2002
- リーガ・エスパニョーラ (2) : 2002-03, 2006-07
- スーペルコパ・デ・エスパーニャ (2) : 2001, 2003

オリンピアコスFC
- ギリシャ・スーパーリーグ (2) : 2007-08, 2010-11
- キペロ・エラーダス (1) : 2007-08